# Labastide (Hautes-Pyrénées)
Labastide ist eine französische Gemeinde mit 148 Einwohnern (Stand 1. Januar 2022) im Département Hautes-Pyrénées in der Region Okzitanien (vor 2016: Midi-Pyrénées). Sie gehört zum Arrondissement Bagnères-de-Bigorre und zum Kanton Neste, Aure et Louron.
Die Einwohner werden Labastidien und Labastidiennes genannt.

## Geographie
Labastide liegt zehn Kilometer südlich von Lannemezan und circa 17 Kilometer östlich von Bagnères-de-Bigorre.
Umgeben wird Labastide von den fünf Nachbargemeinden:
|          | Avezac-Prat-Lahitte                         | Izaux  |
|          | Kompassrose, die auf Nachbargemeinden zeigt | Lortet |
| Esparros |                                             | Hèches |

## Einwohnerentwicklung

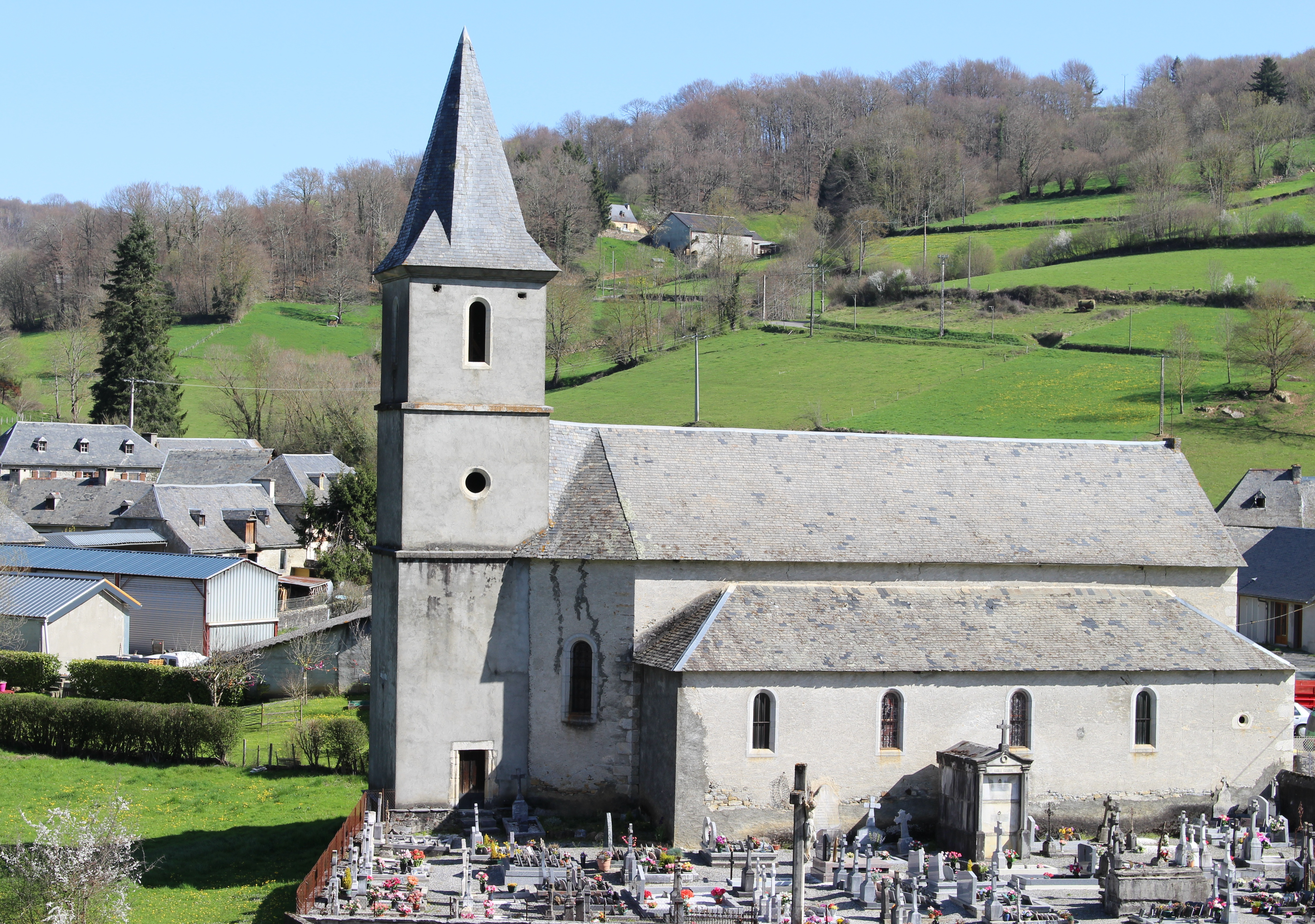
Pfarrkirche Saint-Vincent

Nach Beginn der Aufzeichnungen stieg die Einwohnerzahl in der Mitte des 19. Jahrhunderts auf einen Höchststand von rund 660. In der Folgezeit sank die Größe der Gemeinde bei kurzen Erholungsphasen bis zur Jahrtausendwende auf ein Niveau von rund 160 Einwohnern, das seitdem gehalten wird.
| Jahr      | 1962 | 1968 | 1975 | 1982 | 1990 | 1999 | 2006 | 2011 | 2022 |
| --------- | ---- | ---- | ---- | ---- | ---- | ---- | ---- | ---- | ---- |
| Einwohner | 201  | 192  | 174  | 167  | 169  | 161  | 160  | 163  | 148  |

## Sehenswürdigkeiten
- Grotten von Labastide, ein System von Karsthöhlen. Die Haupthöhle, genannt „Grotte des Cheveaux“ (deutsch Grotte der Pferde), ist bekannt für seine polychrome Abbildung eines großen Pferdes aus der Zeit des mittleren Magdalénien. Sie ist seit dem 3. August 1983 als Monument historique klassifiziert.[4]
- Pfarrkirche Saint-Vincent

## Wirtschaft und Infrastruktur
Labastide liegt in den Zonen AOC der Schweinerasse Porc noir de Bigorre und des Schinkens Jambon noir de Bigorre.

Logo des Jakobswegs

### Sport und Freizeit
- Der Fernwanderweg GR 78, genannt La voie des Piémonts, führt von Carcassonne nach Saint-Jean-Pied-de-Port auch durch das Zentrum von Labastide. Er gilt als Jakobsweg neben den vier Hauptwegen in Frankreich.[7]

- Der regionale Fernwanderweg GR de Pays Tour des Baronnies de Bigorre verläuft abschnittsweise parallel zum GR 78 und führt ebenfalls durch das Zentrum der Gemeinde.[8]

### Verkehr
Labastide ist über die Routes départementales 17, 26, 76, 77, 217 und 929A erreichbar.

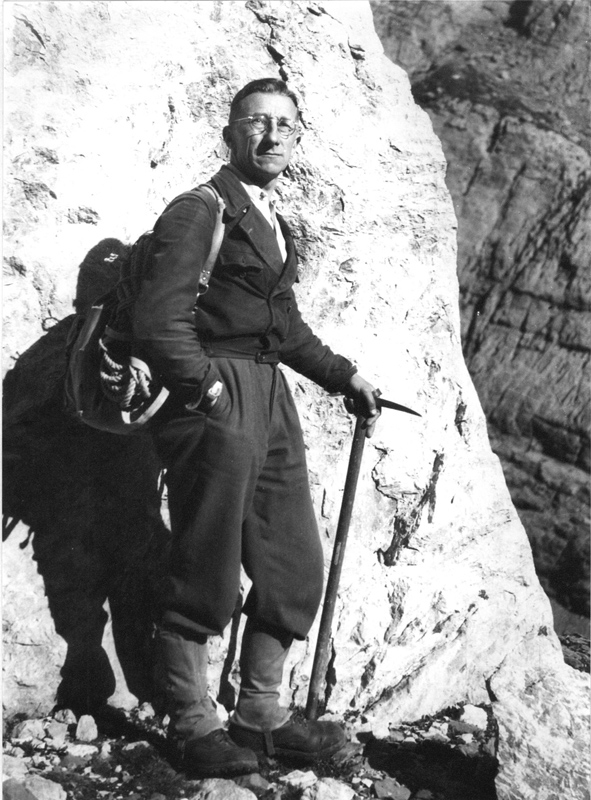
Norbert Casteret (1932)

## Persönlichkeiten
Norbert Casteret, geboren am 19. August 1897 in Saint-Martory, gestorben am 20. Juli 1987 in Toulouse, war ein französischer Höhlenforscher. Im April 1930 untersuchte er die Grotten von Labastide und entdeckte zahlreiche Darstellungen von Tieren (darunter ein großes rotes Pferd von einer Länge von 2,15 m), einer menschlichen Maske und einer menschlichen Silhouette.